# Alfred Döblin

Retrato de Alfred Döblin (Ernst Ludwig Kirchner, 1912)

Alfred Döblin, ou, como consta em sua certidão de nascimento, Bruno Alfred Döblin (Estetino, 10 de agosto de 1878 — Emmendingen, 26 de junho de 1957) foi um médico alemão, sendo romancista e poeta ligado ao Expressionismo alemão e influenciado pelo Futurismo.
Seu trabalho épico inclui vários romances, contos e contos, ele também escreveu ensaios satíricos e polêmicas sob o pseudônimo de Linke Poot. Como um importante expressionista e pioneiro do modernismo literário na Alemanha, Döblin integrou a peça de rádio e o roteiro em seu trabalho desde o início. Em 1920 ele publicou o romance histórico Wallenstein. Além disso, Döblin continuou como um teórico romântico de vanguarda com os escritos An Romanautoren und ihre Kritiker, Berliner Programm, Bemerkungen zum Roman e Der Bau des epischen Werks liberam inúmeros impulsos na prosa narrativa. Seu romance, de longe o mais recebido, é Berlin Alexanderplatz.

## Biografia
Alfred Döblin nasceu em Estetino (então Stettin, Prússia, hoje Szczesin, Polónia) em 1878 no seio de uma família de comerciantes de origem judaica. Formado em medicina, Alfred Döblin trabalha como neurologista entre 1905 e 1930 em Ratisbona (Regensburg), Freiburg im Breisgau e Berlim e serve na frente alsaciana durante a Primeira Guerra Mundial. 
No mesmo período, Döblin se engaja ativamente como escritor e intelectual na cena cultural de Berlim. Um exemplo disto é a polêmica gerada em 1912 por ocasião da exposição itinerante do Futurismo, personificado pela figura do italiano Marinetti. A reação final de Döblin ao programa artístico futurista vem em 1913 sob a foma de um manifesto, intitulado An Romanautoren und ihre Kritiker. Berliner Programm (Aos romancistas e seus críticos. Programa Berlinense) em que ele reconhece a necessidade de uma atualização das formas de expressão artística, inclusive a literatura, porém condena elementos do manifesto futurista, como o repúdio à tradição estética, a incitação à guerra e a doutrinação intelectual.
Em 1916 o autor recebe o Fontane-Preis ou o prêmio Theodor Fontane de Literatura juntamente da quantia de 600 marcos alemães pela obra Die drei Sprünge des Wang-lun.
Em 1920 Döblin passa a integrar a Associação de Escritores Alemães ou (Schutzverband Deutscher Schriftsteller), tornando-se presidente da mesma em 1924. Nesse período, ele circula por diversos grupos artísticos, como o movimento em torno de Herwarth Walden e sua revista Der Sturm.
Em 1929 obtém sucesso mundial com o romance "Berlin Alexanderplatz". Fugindo ao nacional-socialismo e ao clima de perseguição enfrentado pelos judeus, Döblin emigra primeiramente para a França, em 1933, e em seguida para os EUA em 1940, para escapar à invasão nazista. Em 1941 Döblin converte-se à religião católica num acto revestido por alguma polémica entre a comunidade intelectual alemã exilada nos EUA.
Em outubro de 1945 Alfred Döblin é um dos primeiros a regressar do exílio e a envolver-se activamente no "saneamento" e renascimento da actividade cultural alemã do pós-guerra. Em 1949 é um dos cofundadores da Academia de Ciências e Literatura Alemã em Mogúncia (Mainz). Algo desapontado com a evolução política na Alemanha do pós-guerra, Döblin regressa a França em 1953.
Morre em 1957 em Emmendingen/Baden de uma agravada condição de síndrome de Parkinson.

## Principais obras

### Die drei Sprünge des Wang-lun
Die drei Sprünge des Wang-lun (Os três saltos de Wang Lun) foi o terceiro romance de Döblin (embora tenha sido o primeiro a ser publicado como livro) e lhe rendeu o Prêmio Fontane. Publicado em 1916 (embora datado de 1915), este romance histórico épico narra a convulsão e a revolução na China do século 18 e foi recebido favoravelmente pelos críticos, que elogiaram suas descrições detalhadas e exóticas da China. Publicado em 1916 (embora datado de 1915), este romance histórico épico narra a convulsão e a revolução na China do século XVIII e foi recebido favoravelmente pelos críticos, que elogiaram suas representações detalhadas e exóticas da China. Wang Lun também teve uma influência sobre escritores alemães mais jovens, incluindo Lion Feuchtwanger, Anna Seghers e Bertolt Brecht; para este último, Wang Lun deu um impulso para o desenvolvimento da teoria do teatro épico. Em vendas comerciais, é o romance de maior sucesso de Döblin depois da Berlin Alexanderplatz.

### Wadzeks Kampf mit der Dampfturbine
O romance cômico de Döblin de 1918 foi visto, em sua técnica narrativa experimental, em sua recusa em psicologizar seus personagens e em suas representações de Berlim como metrópole moderna, como um precursor da mais conhecida Berlin Alexanderplatz de Döblin. Wadzeks Kampf mit der Dampfturbine (A batalha de Wadzek com a turbina a vapor) conta a história de Wadzek, um proprietário de fábrica em uma batalha perdida com um concorrente mais poderoso. Suas contramedidas fúteis e cada vez mais delirantes culminam na fortificação e defesa quixotesca da casa de jardim de sua família no subúrbio de Reinickendorf. Após a dissipação desse esforço, ele sofre um colapso e finalmente foge do país, fugindo a bordo de um navio a vapor com destino à América que é movido pelas turbinas a vapor de seu competidor vitorioso. Döblin escreveu o romance no outono de 1914, submetendo-o a extensas revisões estilísticas enquanto trabalhava como médico no front ocidental; foi publicado em maio de 1918 pela Fischer Verlag. Em sua recusa estrita de tom trágico, o livro ganhou os elogios de um jovem Bertolt Brecht.

### Wallenstein
Embora o épico de 1920 de Döblin sobre a Guerra dos Trinta Anos fosse em geral recebido favoravelmente pelos críticos, ele ficou desapontado com a recepção porque sentiu que havia criado em Wallenstein uma obra incomparável; como consequência, ele escreveu uma crítica mordaz da crítica que publicou em 1921 sob o título Der Epiker, sein Stoff und die Kritik (O poeta épico, seu material e crítica). O romance centra-se na tensão entre Fernando II, Sacro Imperador Romano e seu general, Albrecht von Wallenstein; Wallenstein representa um novo tipo de guerra caracterizado pela implacável Realpolitike a expansão capitalista enquanto Fernando se torna cada vez mais oprimido pelo curso dos eventos e gradualmente se afasta completamente da política. A abordagem de Döblin para narrar a guerra difere da historiografia prevalecente em que, ao invés de interpretar a Guerra dos Trinta Anos principalmente como um conflito religioso, ele a retrata criticamente como a consequência absurda de uma combinação de nacional-político, financeiro e individual fatores psicológicos. Döblin viu uma forte semelhança entre a Guerra dos Trinta Anos e a Primeira Guerra Mundial, durante a qual escreveu Wallenstein. O romance é contado entre os romances históricos mais inovadores e significativos da tradição literária alemã.

### Berge Meere und Giganten
O romance de ficção científica de Döblin de 1924 reconta o curso da história humana do século XX ao XXVII, retratando-o como uma luta catastrófica global entre mania tecnológica, forças naturais e visões políticas concorrentes. Berge Meere und Giganten (montanhas, mares e gigantes) prescientemente invoca tópicos como urbanização, alienação da natureza, devastação ecológica, mecanização, desumanização do mundo moderno, bem como migração em massa, globalização, totalitarismo, fanatismo, terrorismo, vigilância do Estado, engenharia genética, alimentos sintéticos, criação de humanos, guerra bioquímica e outros. Estilística e estruturalmente experimental, foi considerada uma obra difícil quando foi lançada e muitas vezes polarizou os críticos. Entre outros, Günter Grass elogiou a contínua relevância e percepção do romance. No início de 2021, a primeira tradução para o inglês do romance, de Chris Godwin, deve aparecer na Galileo Publishing.

### Manas
Este épico notável, mas quase totalmente negligenciado em verso livre, precedeu imediatamente a obra mais conhecida de Döblin, Berlin Alexanderplatz. O fato de ambas as obras estarem intimamente associadas na mente de Döblin é mostrado por uma observação em seu Posfácio à edição da Alemanha Oriental de 1955 de sua obra-prima de cidade grande: era Manas com sotaque berlinense, Elogiado em sua publicação por Robert Musil, entre outros (Eu afirmo com confiança que este trabalho deve ter a maior influência!) ele atraiu estranhamente pouca atenção dos estudiosos de Döblin. Manas, a Parte 1 conta a história de um herói de guerra repentinamente atingido por uma compreensão existencial da Morte. Ele exige ser levado ao Campo dos Mortos de Shiva, no alto Himalaia, para comungar com as almas em seu caminho para a dissolução. Depois de absorver várias histórias de vida terríveis, ele fica inconsciente e seu corpo é invadido por três demônios que planejam usá-lo para descer ao mundo humano. O guardião de Manas, Puto, tentando expulsar os demônios, inadvertidamente mata o corpo, e a alma de Manas flutua de volta para o Campo. Puto transporta o corpo de volta para Udaipur, então retorna para as montanhas para lutar contra os demônios. Na Parte 2, Savitri, a esposa de Manas, se recusa a acreditar que seu marido está morto e faz um árduo caminho até as montanhas para encontrá-lo. Shiva percebe a presença dela em seu campo e faz contato através de suas diferentes dimensões. Savitri é capaz de se unir à alma de Manas e ele renasce em seu corpo. Savitri, agora revelada como a Fêmea Universal, reencontra Shiva no Monte Kailash. Na Parte 3, o Manas renascido se regozija em sua fisicalidade, mas não entende onde ele se encaixa no mundo. Ele encontra Puto lutando contra os três demônios, captura-os e é carregado por eles de volta ao mundo. Um sacerdote de aldeia declara que Manas e os demônios formam um único novo ser terrível: provavelmente significando um humano não mais inocente, mas equipado com Id, Ego e Superego. Quando Manas destrói um templo, Shiva desce para subjugá-lo, mas o Ego de Manas clama ao mundo natural, e Shiva tem que libertá-lo, transformando os demônios em elegantes panteras aladas nas quais Manas cavalga para conectar Almas que desejam retornar com os humanos cansado da vida. Esta história poderosa e às vezes intrigante é contada em uma linguagem vigorosa, direta e dramática, com mudanças constantes de humor e de voz.

### Berlin Alexanderplatz
Geralmente considerada a obra-prima de Döblin, Berlin Alexanderplatz se tornou um texto icônico da República de Weimar. Publicado em 1929, seu uso inovador da montagem literária, bem como seu retrato panorâmico de uma metrópole moderna, ganhou um lugar entre as principais obras do modernismo literário. Berlin Alexanderplatz conta a história de Franz Biberkopf, que, no início do romance, acaba de ser libertado da prisão por matar sua amante. Embora procure se tornar respeitável, ele é rapidamente arrastado para uma luta "com algo que vem de fora, que é imprevisível e parece um destino". Biberkopf sofre uma série de contratempos e catástrofes, incluindo o assassinato de sua amante e a perda de um braço. O romance rendeu a Döblin reconhecimento global e celebridade literária, e foi traduzido para o inglês em 1931 por Eugene Jolas, amigo de James Joyce. Foi filmado duas vezes, uma em Berlin-Alexanderplatz de 1931, dirigido por Phil Jutzi e estrelado por Heinrich George como Biberkopf, e novamente no filme de 14 episódios de Rainer Werner Fassbinder em 1980. Em uma pesquisa de 2002 com 100 escritores famosos de todo o mundo, Berlin Alexanderplatz foi eleito um dos 100 melhores livros de todos os tempos.

### November 1918, eine deutsche Revolution
November 1918, eine deutsche Revolution (Novembro de 1918: A Revolução Alemã) é uma nova tetralogia sobre a Revolução Alemã de 1918-1919. Os quatro volumes - Vol. I: Bürger und Soldaten (Cidadãos e Soldados), Vol. II Verratenes Volk (A People Betrayed), vol. III, Heimkehr der Fronttruppen (Retorno das Tropas da Linha de Frente) e Vol. IV, Karl und Rosa (Karl e Rosa) - juntos constituem a obra mais significativa do período de exílio de Döblin (1933–1945). A obra foi muito elogiada por figuras como Bertolt Brecht, e o crítico Gabriele Sander descreveu novembro de 1918 como o ponto culminante da obra de Döblin no gênero do romance histórico.

### Hamlet oder Die lange Nacht nimmt ein Ende
Hamlet oder Die lange Nacht nimmt ein Ende (Contos de uma longa noite) (1956) foi o último romance de Döblin. Passado na Inglaterra imediatamente após a Segunda Guerra Mundial, o romance narra a história de Edward Allison, um soldado inglês que foi gravemente ferido durante a guerra. De volta à sua família, Edward deve lidar com seu trauma de guerra, conflitos familiares há muito enterrados e seu senso de identidade desestabilizado. O romance trata de temas como a busca de si, a culpa e a responsabilidade, a luta entre os sexos, a guerra e a violência, a religião, entre outros. Döblin escreveu o romance entre agosto de 1945 e outubro de 1946, embora não tenha sido publicado até uma década depois. Após seu lançamento em 1956 pela Berlim Orientaleditora Rütten & Loening, o romance foi bem recebido. A referência a Hamlet no título alemão foi provavelmente motivada pela leitura da Döblin de Sigmund Freud, interpretação de Hamlet de Shakespeare.

## Trabalhos (seleção)

### Romances
- Die drei Sprünge des Wang-lun. Ein chinesischer Roman. 1916.
- Wadzeks Kampf mit der Dampfturbine. 1918. (inglês)
- Wallenstein. 1920.
- Berge, Meere und Giganten. Roman 1924. (1932 gekürzt u. d. T.: Giganten.)
- Berlin Alexanderplatz. Roman. dt. Erstausgabe. S. Fischer Verlag, Berlim, 1929.
- Babylonische Wandrung. Roman. 1934.
- Pardon wird nicht gegeben. Roman. 1935.
- Amazonas. Romantrilogie. 1937/38.
- November 1918. Eine deutsche Revolution. Obra narrativa em quatro volumes 1948/1949/1950. Reeditado:
  - November 1918. Eine deutsche Revolution., Parte 1: Bürger und Soldaten 1918. Fischer-Taschenbuch, Frankfurt am Main 2013, ISBN 978-3-596-90468-6.
  - November 1918. Eine deutsche Revolution., Parte 2, Vol. 1: Verratenes Volk. Fischer-Taschenbuch, Frankfurt am Main 2013, ISBN 978-3-596-90469-3.
  - November 1918. Eine deutsche Revolution., Parte 2, Vol. 2: Heimkehr der Fronttruppen. Fischer-Taschenbuch, Frankfurt am Main 2013, ISBN 978-3-596-90470-9.
  - November 1918. Eine deutsche Revolution., Parte 3: Karl und Rosa. Fischer-Taschenbuch, Frankfurt am Main 2013, ISBN 978-3-596-90471-6.
- Hamlet oder Die lange Nacht nimmt ein Ende. Roman. 1956.
  - Recentemente editado por Christina Althen e Steffan Davies: Fischer, Frankfurt am Main 2016, ISBN 978-3-596-90472-3.

### Histórias
- Die Ermordung einer Butterblume und andere Erzählungen. Erzählband. 1913.
- Die Lobensteiner reisen nach Böhmen. Erzählband. 1917.
- Die beiden Freundinnen und ihr Giftmord. Erzählung. 1924.
- Der Feldzeugmeister Cratz. Der Kaplan. Erzählungen. Weltgeist, Berlim 1927 (die 1. Erz. wieder in: Neue deutsche Erzähler. Vol. 1 (Max Brod u. a.) Paul Franke, Berlim o. J. (1930)).
- Der Oberst und der Dichter oder Das menschliche Herz. Erzählung. 1946.
- Die Pilgerin Aetheria. Erzählung. 1955.

### Épico, libreto e peças
- Manas. Versepos (Elaboração de um motivo da antiga mitologia indiana, nomeadamente a história de Savitri e Satyavan) 1927.
- Lydia und Mäxchen. Theaterstück. UA 1. Dez. 1905 Berlim.
- Die Nonnen von Kemnade. Theaterstück. UA 21. Abr. 1923 Leipzig.
- Lusitania. Theaterstück. UA 15. Jan. 1926 Darmstadt.
- Die Ehe. Theaterstück. UA 29. Nov. 1930 Munique.
- Das Wasser. Kantate. Musik: Ernst Toch. UA 18. Jun. 1930 Berlim.

### Ensaios
- Gespräche mit Kalypso. Über die Musik. 1910.
- Futuristische Worttechnik. Offener Brief an F.T. Marinetti. 1913.
- An Romanautoren und ihre Kritiker. Berliner Programm. 1913.
- Bemerkungen zum Roman. 1917.
- Der Bau des epischen Werks. 1928.
- Das Ich über der Natur. 1928.
- Literatur und Rundfunk. 1929.
- Kunst ist nicht frei, sondern wirksam. Ars militans. 1929.
- Unser Dasein. „Zwischentexte“ 1933.
- Der unsterbliche Mensch, Ein Religionsgespräch. 1946.
- Der Nürnberger Lehrprozess. 1946.
- Die Gegenwarten der Literatur. 1947.

### Travelogues
- Reise in Polen. Bericht. 1925.
- Alfred Döblin – Meine Adresse ist: Saargemünd, Spurensuche in einer Grenzregion. 1914–1918. Compilado e comentado por Ralph Schock. Gollenstein Verlag, Merzig 2010, ISBN 978-3-938823-55-2.
- Schicksalsreise. Bericht und Bekenntnis. Verlag Joseph Knecht, Frankfurt am Main 1949.

### Tese de doutorado
- Gedächtnisstörungen bei der Korsakoffschen Psychose. Tropen, Berlim 2006, ISBN 3-932170-86-5 (Dissertation, Albert-Ludwigs-Universität Freiburg, 1905).

### Artigos de periódicos
- Gegen die Kulturreaktion! Gegen den Abtreibungsparagraphen! Für Friedrich Wolf! Em: Der sozialistische Arzt. Vol. VII, Heft 3, März 1931, S. 65 f. (Digitalisat).
- Arzt und Dichter (Merkwürdiger Lebenslauf eines Autors). Em: Die Literarische Welt. 3. Jahrgang, Nr. 43, 28. Out. 1927, S. 1 f.

### Edições de obras
Obras selecionadas em volumes individuais / Fundada por Walter Muschg. Em conexão com os filhos do poeta ed. por Anthony W. Riley e Christina Althen, Olten et al.: Walter, 1960–2007.
1. Jagende Rosse. Der schwarze Vorhang und andere frühe Erzählwerke. 1981, ISBN 3-530-16678-2.
2. Die drei Sprünge des Wang-Lun. Chinesischer Roman, Ed. por Gabriele Sander e Andreas Solbach. 2007, ISBN 978-3-530-16717-7.
3. Wadzeks Kampf mit der Dampfturbine. Roman. 1982, ISBN 3-530-16681-2.
4. Wallenstein. Roman. Hrsg. von Erwin Kobel. 2001, ISBN 3-530-16714-2.
5. Berge, Meere und Giganten. Roman. Hrsg. von Gabriele Sander. 2006, ISBN 3-530-16718-5.
6. Berlin Alexanderplatz. Die Geschichte vom Franz Biberkopf. Hrsg. von Werner Stauffacher. 1996, ISBN 3-530-16711-8.
7. Babylonische Wandrung oder Hochmut kommt vor dem Fall. Roman. 1962, ISBN 3-530-16613-8.
8. Pardon wird nicht gegeben. Roman. 1960, ISBN 3-530-16604-9.
9. Amazonas.
  - Amazonas, 1. Das Land ohne Tod. Hrsg. von Werner Stauffacher. 1988, ISBN 3-530-16620-0 (Gesamt-ISBN für Vol. 1–3).
  - Amazonas, 2. Der blaue Tiger. Hrsg. von Werner Stauffacher. 1988.
  - Amazonas, 3. Der neue Urwald. Hrsg. von Werner Stauffacher. 1988.
10. November 1918: eine deutsche Revolution. Erzählwerk in drei Teilen. Hrsg. von Werner Stauffacher.
  - 1. Bürger und Soldaten 1918. Com uma introdução ao trabalho narrativo. 1991, ISBN 3-530-16700-2. (Gesamt-ISBN für Vol. 1–3).
  - 2.1 Verratenes Volk. Nach dem Text der Erstausgabe (1949), com um “prelúdio” de “Cidadãos e Soldados 1918”, 1991.
  - 2.2 Heimkehr der Fronttruppen. Nach dem Text der Erstausgabe (1949), 1991.
  - 3. Karl und Rosa. Nach dem Text der Erstausgabe (1950), 1991.
11. Hamlet oder Die lange Nacht nimmt ein Ende. Roman. 1966, ISBN 3-530-16631-6.
12. Manas. Epische Dichtung. 1961, ISBN 3-530-16610-3.
13. Der Oberst und der Dichter oder das menschliche Herz. Die Pilgerin Aetheria, 1978, ISBN 3-530-16660-X.
14. Die Ermordung einer Butterblume. Sämtliche Erzählungen. Ed. por Christina Althen, 2001, ISBN 3-530-16716-9.
15. Drama, Hörspiel, Film. 1983, ISBN 3-530-16684-7.
16. Schriften zu Ästhetik, Poetik und Literatur. Ed. por Erich Kleinschmidt. 1989, ISBN 3-530-16697-9.
17. Schriften zu Leben und Werk. Ed. por Erich Kleinschmidt. 1986, ISBN 3-530-16695-2.
18. Schriften zur Politik und Gesellschaft. 1972, ISBN 3-530-16640-5.
19. Schriften zu jüdischen Fragen. Ed. por Hans Otto Horch u. a. 1995, ISBN 3-530-16709-6.
20. Kleine Schriften.
  - Kleine Schriften, 1. 1902–1921. 1985, ISBN 3-530-16687-1.
  - Kleine Schriften, 2. 1922–1924. 1990, ISBN 3-530-16689-8.
  - Kleine Schriften, 3. 1925–1933. 1999, ISBN 3-530-16691-X.
  - Kleine Schriften, 4. 1933–1953. Hrsg. von Anthony W. Riley u. a. 2005, ISBN 3-530-16692-8.
21. Der deutsche Maskenball. [Fischer, 1921] Von Linke Poot. Wissen und Verändern!, 1972, ISBN 3-530-16643-X.
22. Unser Dasein. 1964, ISBN 3-530-16625-1.
23. Kritik der Zeit. Rundfunkbeiträge 1946–1952. No apêndice: Beiträge 1928–1931, 1992, ISBN 3-530-16708-8.
24. Der unsterbliche Mensch: Ein Religionsgespräch. Der Kampf mit dem Engel: Religionsgespräch (ein Gang durch die Bibel). 1980, ISBN 3-530-16669-3.
25. Reise in Polen. 1968, ISBN 3-530-16634-0.
26. Schicksalsreise: Bericht und Bekenntnis. 1993, ISBN 3-530-16651-0.
27. Briefe 1. 1970, ISBN 3-530-16637-5.
28. Briefe 2. Hrsg. von Helmut F. Pfanner. 2001, ISBN 3-530-16715-0.

Além disso, foram publicados os seguintes volumes, que foram substituídos pelos acima:
1. Die drei Sprünge des Wang-Lun. 1960. Substituído por Vol. 2.
2. Berlin Alexanderplatz. 1961. Substituído por Vol. 6.
3. Die Ermordung einer Butterblume. 1962. Substituído por Vol. 14.
4. Amazonas. 1963 Substituído por Vol. 9.
5. Aufsätze zur Literatur. 1963. Substituído por Vol. 16, 17, 20,2–20,4, 27, 28.
6. Wallenstein. 1965. Substituído por Vol. 4.
7. Berge, Meere und Giganten. 1978. Substituído por Vol. 5.
8. Erzählungen aus fünf Jahrzehnten. 1979. Substituído por Vol. 14.
9. Autobiographische Schriften und letzte Aufzeichnungen. 1980. Substituído pelos volumes 17 e 26.

Os seguintes volumes ainda estavam planejados, mas não foram mais publicados em 2008 devido à mudança de editora para S. Fischer:
1. Das Ich über der Natur. Unsere Sorge.
2. Zensurgutachten nach dem 2. Weltkrieg.

Obras coletadas. Editado por Cristina Althen, Frankfurt am Main: S. Fischer, 2013–2015.
1. Jagende Rosse / Der schwarze Vorhang
2. Die Ermordung einer Butterblume. Gesammelte Erzählungen
3. Die drei Sprünge des Wang-lun
4. Wadzeks Kampf mit der Dampfturbine
5. Wallenstein
6. Berge, Meere und Giganten
7. Die beiden Freundinnen und ihr Giftmord
8. Reise in Polen
9. Manas
10. Berlin Alexanderplatz
11. Unser Dasein
12. Babylonische Wandrung oder Hochmut kommt vor dem Fall
13. Pardon wird nicht gegeben
14. Amazonas
15. November 1918
16. Der Oberst und der Dichter / Die Pilgerin Aetheria
17. Der unsterbliche Mensch / Der Kampf mit dem Engel
18. Schicksalsreise
19. Hamlet oder Die lange Nacht nimmt ein Ende
20. Die Geschichte vom Franz Biberkopf – Dramen – Filme
21. Schriften zu Leben und Werk
22. Schriften zu Ästhetik, Poetik und Literatur
23. Schriften zur Politik und Gesellschaft
24. Schriften zu jüdischen Fragen

### Propriedade
O espólio de Döblin está no Arquivo de Literatura Alemã em Marbach. Partes da propriedade podem ser vistas na exposição permanente no Museu de Literatura Moderna de Marbach, em particular o manuscrito para Berlin Alexanderplatz.

## Literatura

### Monografias
- Heinz Ludwig Arnold: Alfred Döblin. (= text + kritik. Vol. 13/14). 2ª Edição. texto da edição + crítica, Munique 1972, ISBN 3-921402-81-6.
- Oliver Bernhardt: Alfred Döblin und Thomas Mann. Eine wechselvolle literarische Beziehung. Königshausen & Neumann, Würzburg 2007, ISBN 978-3-8260-3669-9.
- Sabina Becker: Döblin Handbuch. Leben – Werk – Wirkung. J.B. Metzler, Stuttgart 2016, ISBN 978-3-476-02544-9.
- Michael Bienert: Döblins Berlin. Literarische Schauplätze. Editora de Berlim-Brandemburgo, Berlim 2017, ISBN 978-3-945256-95-4.
- Roland Dollinger, Wulf Koepke, Heidi Thomann Tewarson (ed.): A Companion to the Works of Alfred Döblin. Camden House, Rochester 2004, ISBN 1-57113-124-8.
- Ulrich Dronske: Tödliche Präsens/zen. Über die Philosophie des Literarischen bei Alfred Döblin. Königshausen & Neumann, Würzburg 1998, ISBN 3-8260-1334-4.
- Birgit Hoock: Modernität als Paradox. der Begriff der „Moderne“ und seine Anwendung auf das Werk Alfred Döblins (bis 1933). Niemeyer, Tübingen 1997, ISBN 3-484-32093-1.
- Louis Huguet: Bibliographie Alfred Döblin. Aufbau-Verlag, Vol./ Weimar 1972.
- Stefan Keppler-Tasaki: Alfred Döblin. Massen, Medien, Metropolen. Königshausen & Neumann, Würzburg 2018, ISBN 978-3-8260-6573-6.
- Thomas Keil: Alfred Döblins „Unser Dasein“. Quellenphilologische Untersuchungen. Königshausen & Neumann, Würzburg 2005, ISBN 3-8260-3233-0.
- Helmuth Kiesel: Literarische Trauerarbeit. Das Exil- und Spätwerk Alfred Döblins. De Gruyter, Tübingen 1986, ISBN 3-484-18089-7.
- Erwin Kobel: Alfred Döblin. Erzählkunst im Umbruch. De Gruyter, New York 1985, ISBN 3-11-010339-7.
- Wulf Koepke: The Critical Reception of Alfred Döblin’s Major Novels. Camden House, New York 2003, ISBN 1-57113-209-0.
- Paul E. H. Lüth (Hrsg.): Alfred Döblin. Zum 70. Geburtstag. Limes, Wiesbaden 1948 (Festschrift).
- P. Lüth: Alfred Döblin als Arzt und Patient. Stuttgart 1985.
- Burkhard Meyer-Sickendiek: Was ist literarischer Sarkasmus? Ein Beitrag zur deutsch-jüdischen Moderne. Fink, Paderborn/ München 2009, ISBN 978-3-7705-4411-0.
- Jochen Meyer (in Zusammenarbeit mit Ute Doster): Alfred Döblin. 1878–1978. Eine Ausstellung des Deutschen Literaturarchivs im Schiller-Nationalmuseum, Marbach am Neckar vom 10. Juni bis 31. Dezember. 4., veränderte Auflage. Deutsche Schiller-Gesellschaft, Marbach 1998, ISBN 3-928882-83-X (Katalog).
- Gaetano Mitidieri: Wissenschaft, Technik und Medien im Werk Alfred Döblins im Kontext der europäischen Avantgarde. Universitätsverlag Potsdam, Potsdam 2016, ISBN 978-3-86956-364-0.
- Marily Martínez de Richter (Ed.): Moderne in den Metropolen. Roberto Arlt und Alfred Döblin. Internationales Symposium, Buenos Aires – Berlin 2004. Königshausen & Neumann, Würzburg 2005, ISBN 3-8260-3198-9.
- Matthias Prangel: Alfred Döblin. Metzler, Stuttgart 1987, ISBN 3-476-12105-4.
- Klaus Müller-Salget: Alfred Döblin. Werk und Entwicklung. Bouvier, Bonn 1972, ISBN 3-416-00632-1.
- Gabriele Sander: Alfred Döblin. Reclam, Stuttgart 2001, ISBN 3-15-017632-8.
- Simonetta Sanna: Selbststerben und Ganzwerdung: Alfred Döblins grosse Romane. Lang, Bern 2003, ISBN 3-906770-74-5.
- Ingrid Schuster, Ingrid Bode (Hrsg.): Alfred Döblin im Spiegel der zeitgenössischen Kritik. Francke, Bern 1973, ISBN 3-7720-1063-6.
- Pierre, Kodjio Nenguie: Interkulturalität im Werk von Alfred Döblin (1878–1957): Literatur als Dekonstruktion totalitärer Diskurse und Entwurf einer interkulturellen Anthropologie Taschenbuch – 14 de novembro, Ibidem 2005 Edição 1, ISBN 3-89821-579-2.
- Sabine Kyora: Alfred Döblin. (= text + kritik. Vol. 13/14). 3. Edição. texto da edição + crítica, Munique 2018, ISBN 978-3-86916-759-6.

### Biografias
- Armin Arnold: Alfred Döblin. Morgenbuchverlag, Berlim 1996, ISBN 3-371-00403-1.
- Oliver Bernhardt: Alfred Döblin. Deutscher Taschenbuchverlag, Munique 2007, ISBN 978-3-423-31086-4.
- Roland Links: Alfred Döblin: Leben und Werk. Volk und Wissen, Berlim 1965.
- Marc Petit: Die verlorene Gleichung. Auf den Spuren von Wolfgang und Alfred Döblin. Eichborn, Frankfurt am Main 2003, ISBN 3-8218-5749-8.
- Wilfried F. Schoeller: Döblin – Eine Biographie. Hanser, Munique 2011, ISBN 978-3-446-23769-8.[33][34]
- Klaus Schröter: Döblin. Rowohlt, Hamburg 1978, ISBN 3-499-50266-6.[35]

### Ensaios
- Christina Althen: Alfred Döblin. Werk und Wirkung. In: Anuário de Literatura da Pomerânia 2. Peter Lang, Frankfurt am Main 2007, ISBN 978-3-631-55742-6, S. 219–226.
- Christina Althen: „Der Blick in die Literatur spart manches Röntgenbild“. Doktor Alfred Döblin. In: Harald Salfellner (ed.): Mit Feder und Skalpell. Grenzgänger zwischen Literatur und Medizin. Vitalis, Prag 2013, ISBN 978-3-89919-167-7, S. 353–375.
- Thomas Anz: „Modern wird modern“. Zivilisatorische und ästhetische Moderne im Frühwerk Alfred Döblins. In: Internationales Alfred-Döblin-Kolloquium Münster. Bern 1993, S. 26–35.
- Thomas Anz: Alfred Döblin und die Psychoanalyse. Ein kritischer Bericht zur Forschung. In: Internationales Alfred-Döblin-Kolloquium Leiden. Bern 1997, S. 9–30.
- Sabina Becker: Alfred Döblin im Kontext der Neuen Sachlichkeit I. In: Jahrbuch zur Kultur und Literatur der Weimarer Republik. 1995, ISBN 3-86110-090-8, S. 202–229.
- Steffan Davies, Ernest Schonfield (Hrsg.): Alfred Döblin. Paradigms of Modernism. De Gruyter, Berlim 2009, ISBN 978-3-11-021769-8.
- Klaus Hofmann: Revolution and Redemption: Alfred Döblin’s „November 1918“. In: The Modern Language Review. 103, 2, (Abr. 2008), S. 471–489.
- Hans Joas: Ein Christ durch Krieg und Revolution. Alfred Döblins Erzählwerk November 1918. In: Academia de Artes (Ed.): Significado e Forma. Vol. 67, Edição 6, Berlim 2015, ISBN 978-3-943297-26-3, S. 784–799.
- Erich Kleinschmidt: Döblin – Studien I. Depersonale Poetik. Dispositionen des Erzählens bei Alfred Döblin. In: Jahrbuch der deutschen Schillergesellschaft. 26, 1982, S. 382–401.
- Gabriel Richter: Dr. med. Alfred Döblin – Arzt, Schriftsteller, Patient und das Psychiatrische Landeskrankenhaus Emmendingen 1957. In: Volker Watzka (Hrsg.): Jahrbuch des Landkreises Emmendingen für Kultur und Geschichte 15/2001. Landkreis Emmendingen, 2000, ISBN 3-926556-16-1, S. 39–86.
- Klaus Müller-Salget: Alfred Döblin und das Judentum. In: Hans Otto Horch (Hrsg.): Conditio Judaica. Deutsch-jüdische Exil- und Emigrationsliteratur im 20. Jahrhundert. De Gruyter, Tübingen 1993, ISBN 3-484-65105-9, S. 153–164.
- Hans Dieter Schäfer: Rückkehr ohne Ankunft. Alfred Döblin in Deutschland 1945–1957. Ulrich Keicher, Warmbronn 2007.
- Werner Stauffacher: Intertextualität und Rezeptionsgeschichte bei Alfred Döblin. „Goethe dämmerte mir sehr spät“. In: Zeitschrift für Semiotik. 24, 2002, S. 213–229.
- Christine Maillard: Trinitarische Spekulationen und geschichtstheologische Fragestellungen in Alfred Döblins Religionsgespräch Der unsterbliche Mensch. In: Internationales Alfred-Döblin-Kolloquium Münster. Berna 2006, S. 171–186.

### Artigo Lexicon
- Thomas Anz: Döblin, Alfred. In: Bruno Jahn (Hrsg.): Die deutschsprachige Presse. Ein biographisch-bibliographisches Handbuch. Vol. 1, KG Saur, München 2005, ISBN 3-598-11710-8, S. 212–213.
- Thomas Anz: Döblin, Alfred. In: Wilhelm Kühlmann (Hrsg.): Killy Literaturlexikon. Autoren und Werke des deutschsprachigen Kulturraumes. 2ª Edição. Vol.3, Berlim/ Nova York 2008, ISBN 978-3-11-020376-9, S. 58–62.
- Meike Pfeiffer: Döblin, Alfred. In: Christoph F. Lorenz (Hrsg.): Lexikon der Science Fiction-Literatur seit 1900. Mit einem Blick auf Osteuropa. Peter Lang, Frankfurt am Main 2016, ISBN 978-3-631-67236-5, S. 239–244.
- Uwe Schweikart: Döblin, Alfred. In: Bernd Lutz e Benedikt Jessing (Hrsg.): Metzler Autoren Lexikon. Deutschsprachige Dichter und Schriftsteller vom Mittelalter bis zur Gegenwart. 3ª edição atualizada e ampliada. Springer Verlag, Stuttgart 2004, ISBN 978-3-476-02013-0, S. 131–133.
- Manfred Vasold: Döblin, Alfred. In: Werner E. Gerabek, Bernhard D. Haage, Gundolf Keil, Wolfgang Wegner (Ed.): Enzyklopädie Medizingeschichte. De Gruyter, Berlim/ Nova York 2005, ISBN 3-11-015714-4, S. 317.